# Calydonische jacht

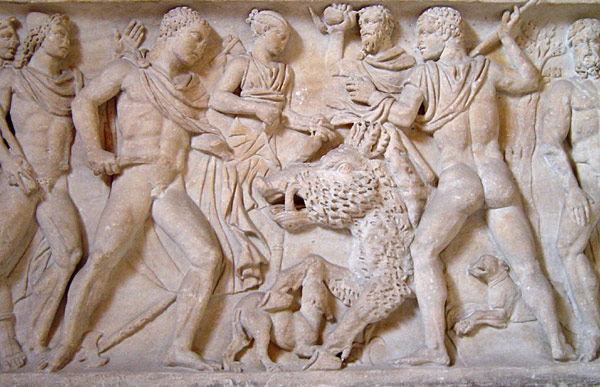
De Calydonische jacht (Romeinse fries, Ashmolean Museum).

De Calydonische jacht was een gemeenschappelijke onderneming uit de mythische tijd, waaraan personen van verschillende Griekse stammen deelnamen. Het verhaal van de jacht op het Calydonische zwijn was in oorsprong waarschijnlijk een lokale mythe. Aan deze tocht liet men langzamerhand meer en meer heroën, die uit de meest uiteenlopende streken van Griekenland kwamen, deelnemen. Hierdoor kreeg deze mythe een panhelleens karakter.

## De mythe
De hoofdtrekken van de mythe zijn de volgende: koning Oineus, de koning van Calydon in het landschap Aetolië, had bij gelegenheid van een groot dankfeest, dat hij bij de wijnoogst aan Dionysos, de met hem bevriende god bracht, daarbij al de goden en godinnen aangeroepen, maar alleen Artemis vergeten. Tot straf voor dat verzuim zond Artemis nu een everzwijn dat de grootte had van een stier, naar Aetolië. Dit verwoestte de wijnbergen, de bossen, de korenvelden, doodde het vee en dwong de bewoners van de streek binnen de muren van de polis Calydon te vluchten.

### De lokroep van de jacht

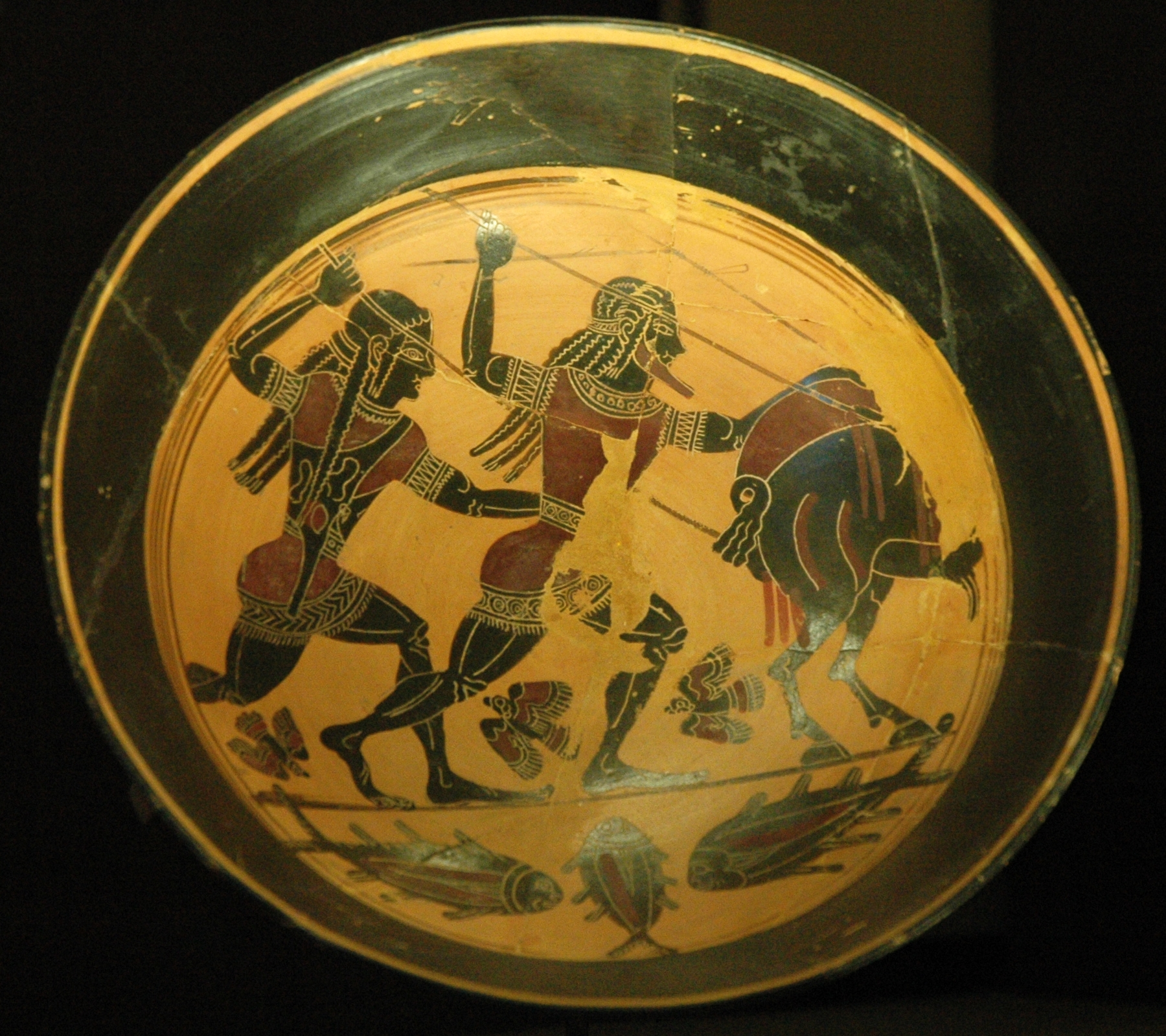
De Calydonische jacht (tondo van een Laconische zwartfigurige kop door de Naucratisschilder, ca. 555 v.Chr., Louvre).

Om dat ondier te doden was vereniging van krachten nodig. Meleagros, de dappere zoon van Ares en de gemalin van koning Oineus, Althaea, riep alle heroën van Griekenland op, om met hem het ondier te bedwingen. In groten getale gaven zij aan zijn roepstem gehoor. Onder de voornaamsten, die aan de jacht deelnamen, waren de beide Dioscuren (Castor en Polydeukes); Theseus en zijn vriend Pirithoüs; Idas en Lynkeus, de zonen van Aphareus; Admetos uit Pherai; Iason uit Iolkos; Iphikles en Iolaos uit Thebe; Peleus, de vader van Achilleus; Telamon uit Salamis; Ankaios, de koning van Arcadië, en uit datzelfde landschap de schone jageres Atalante; eindelijk uit Argos de bekende waarzegger Amphiaraos.

### De jacht begint
Nadat nu de oude Oineus zijn gasten negen dagen lang heerlijk had onthaald, begon de jacht; het reusachtige dier werd omsingeld en uit zijn schuilhoek opgejaagd. De eerste wonde werd hem toegebracht door de jageres Atalanta. Toen echter daarop Ankaios met zijn strijdbijl gewapend zich op het woedende dier wierp, scheurde het hem met zijn slagtanden het lijf open, zodat hij dadelijk dood neerviel. Een gelijk lot trof enkele andere heroën en vele van de honden, totdat eindelijk een krachtige speerworp van de hand van Meleagros erin slaagde het everzwijn dodelijk te verwonden, hetwelk daarop spoedig door de overige geheel werd afgemaakt. Meleagros kreeg het loon van de overwinnaar, de kop en de huid van het gedode beest. Toen hij echter uit liefde voor de schone Atalanta aan deze de prijs afstond, voorgevende, dat hij haar toekwam, daar zij de eerste wonde had toegebracht, wekte dit de nijd op in de harten van de broers van Althaia, de moeder van Meleagros, de zonen van Thestios, de koning van Pleuron, een in de nabijheid van Calydon gelegen stad. Deze heetten Plexippos en Toxeus. Zij wachtten daarom Atalanta op en ontnamen haar de buit.

### Oorlog tussen de Aetoliërs en de Cureten
Hierover vertoornd doodde Meleagros hen en nu ontstond er een oorlog tussen de Aetoliërs, inwoners van Calydon, en de Cureten, die Pleuron bewoonden. In het begin hadden de Calydoniërs de overhand. Toen echter Meleagros, daar zijn moeder hem uit smart over de dood van haar broers had gevloekt, zich uit de strijd terugtrok, konden zij zich niet meer tegen de Cureten staande houden en weldra was hun stad van alle kanten ingesloten. Tevergeefs wendden zich in deze nood de priesters en oudsten van de Calydoniërs tot Meleagros; tevergeefs smeekten hem zijn zusters, ja zelfs zijn moeder, dat hij de ongelukkige stad zou redden. Eindelijk echter gelukte het aan zijn gemalin, de schone Cleopatra, zijn trotse hart te vermurwen. Hij wapende zich en deed aan het hoofd van de zijnen een uitval tegen de vijanden, die de stad bestormden. De zege door hem behaald was schitterend, maar Meleagros zelf keerde niet tot zijn gade en tot de zijnen weer.

## Antieke bronnen
- Homerus, Ilias IX 533 e.v.
- Hesiodus, Catalogus van vrouwen.
- Apollodorus, Bibliotheke I 8.2–3.
- Callimachus, Hymnen.
- Strabo, Geographika VIII 6.22.
- Pausanias, Beschrijving van Griekenland I 42, VIII, 45.
- Diodorus Siculus, Bibliotheke Historia.
- Antoninus Liberalis, Metamorphoses.
- Hyginus, Fabulae CLXXIII.
- Ovidius, Metamorphosen VIII 267–525.
- Statius, Thebaïs.